# Bernières-sur-Mer
Bernières-sur-Mer è un comune francese di 2 390 abitanti situato nel dipartimento del Calvados nella regione della Normandia, nonché località balneare della Côte de Nacre.

## Storia

### Simboli
Lo stemma è stato adottato il 12 aprile 1948.

## Società

### Evoluzione demografica
Abitanti censiti

## Amministrazione

### Gemellaggi
Il comune di Bernières-sur-Mer è gemellato con:
- Eisingen, dal 1991
- Bernières, dal 1993
- Arcade, dal 2014